# The Last Waltz (album)
The Last Waltz è un album in studio del gruppo musicale canadese-statunitense The Band, pubblicato nel 1978.

## Descrizione
Si tratta della colonna sonora del film L'ultimo valzer.
La prima delle cinque parti è registrata dal vivo. La sesta parte è intitolata The Last Waltz Suite ed è una composizione di Robbie Robertson.

## Tracce
Side 1
1. Theme from The Last Waltz – 3:28
2. Up on Cripple Creek – 4:44 – Levon Helm
3. Who Do You Love? – 4:16 – Ronnie Hawkins
4. Helpless – 5:47 – Neil Young
5. Stage Fright – 4:25 – Rick Danko

Side 2
1. Coyote – 5:50 – Joni Mitchell
2. Dry Your Eyes – 3:57 – Neil Diamond
3. It Makes No Difference – 6:48 – Rick Danko
4. Such A Night – 4:00 – Dr. John

Side 3
1. The Night They Drove Old Dixie Down – 4:34 – Levon Helm
2. Mystery Train – 4:59 – Paul Butterfield, Levon Helm
3. Mannish Boy – 6:54 – Muddy Waters
4. Further On Up the Road – 5:08 – Eric Clapton

Side 4
1. The Shape I'm In – 4:06 – Richard Manuel
2. Down South in New Orleans – 3:06 – Bobby Charles, Dr. John
3. Ophelia – 3:53 – Levon Helm
4. Tura Lura Lural (That's An Irish Lullaby) – 4:15 – Van Morrison, Richard Manuel
5. Caravan – 6:02 – Van Morrison

Side 5
1. Life Is a Carnival – 4:32 – Levon Helm, Rick Danko
2. Baby, Let Me Follow You Down – 3:00 – Bob Dylan
3. I Don't Believe You (She Acts Like We Never Have Met) – 3:23 – Bob Dylan
4. Forever Young – 4:42 – Bob Dylan
5. Baby, Let Me Follow You Down (reprise) – 2:46 – Bob Dylan
6. I Shall Be Released – 6:22 – Bob Dylan, Richard Manuel

Side 6
1. The Well – 3:27 – Richard Manuel
2. Evangeline – 3:17 – Rick Danko, Emmylou Harris, Levon Helm
3. Out of the Blue – 3:03 – Robbie Robertson
4. The Weight – 4:38 – Levon Helm, Mavis Staples, Pops Staples, Rick Danko
5. The Last Waltz Refrain – 1:28 – Richard Manuel, Robbie Robertson
6. Theme from The Last Waltz – 3:22

## Formazione
Gruppo
- Rick Danko – basso, violino, voce
- Levon Helm – batteria, mandolino, voce
- Garth Hudson – organo, sintetizzatore, fisarmonica, sassofoni
- Richard Manuel – piano, batteria, organo, clavinet, dobro, voce
- Robbie Robertson – chitarre, piano, voce

Sezione archi
- Rich Cooper – tromba, flicorno
- James Gordon – flauto, sassofono, clarinetto
- Jerry Hey – tromba, flicorno
- Howard Johnson – tuba, sassofono, flicorno, clarinetto
- Charlie Keagle – clarinetto, flauto, sassofoni
- Tom Malone – trombone, eufonio, flauto, trombone
- Larry Packer – violino

Ospiti
- Paul Butterfield – armonica, voce
- Bobby Charles – voce
- Eric Clapton – chitarra, voce
- Neil Diamond – chitarra, voce
- Dr. John – piano, chitarra, congas, voce
- Bob Dylan – chitarra, voce
- Emmylou Harris – chitarra, voce
- Ronnie Hawkins – voce
- Bob Margolin – chitarra in Mannish Boy
- Joni Mitchell – chitarra, voce
- Van Morrison – voce
- Pinetop Perkins – piano in Mannish Boy
- Dennis St. John – batteria in Dry Your Eyes
- John Simon – piano in Too Ra Loo Ra Loo Ral
- Cleotha Staples – voce in The Weight
- Mavis Staples – voce
- Roebuck "Pops" Staples – chitarra, voce
- Yvonne Staples – voce in The Weight
- Ringo Starr – batteria in I Shall Be Released
- Muddy Waters – voce
- Ronnie Wood – chitarra in I Shall Be Released
- Neil Young – chitarra, armonica, voce